# Valashabad

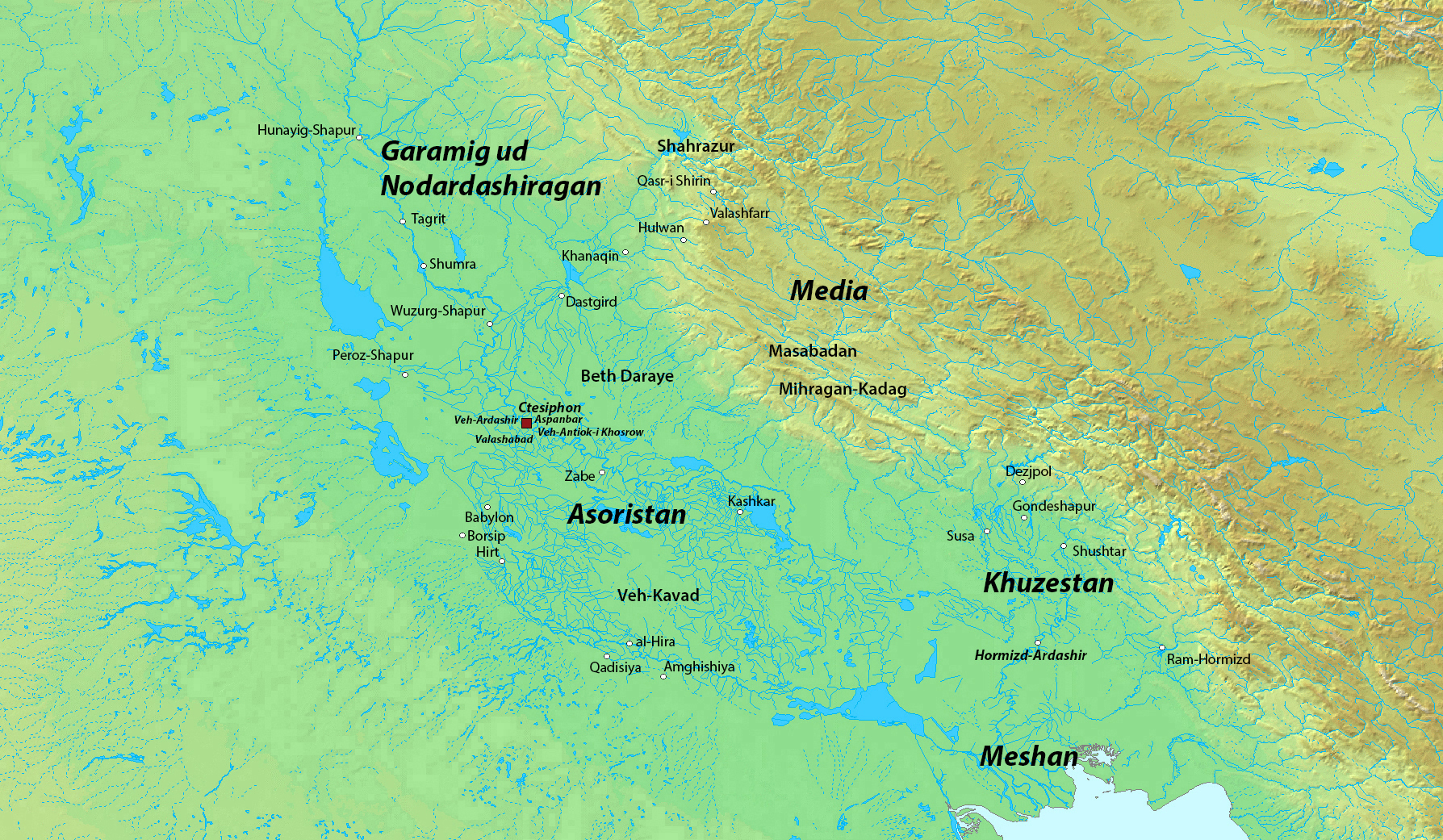
Valashabad ten zuiden van Ctesiphon

Valashabad of Valakhshkert of in Griekse bronnen Vologesocerta is een stad in Irak gesticht door de Parthische koning Vologases I (51-78). De stad ligt ten zuiden van de toenmalige hoofdstad Ctesiphon en lag vermoedelijk op een karavaanroute.
In 226 werd de stad veroverd door de Sassaniden en in 636 door de Arabieren.